# Тяглое (озеро, Киев)
Тяглое или Малая Вырлица или Карьер № 5 (укр. Тягле) — озеро, расположенное на территории Дарницкого района Киевского горсовета; 2-е по площади озеро Киевского горсовета (1-е — Дарницкого района). Площадь — 1,35 км² (135 га), по другим данным 127,5 га. Тип общей минерализации — пресное. Происхождение — антропогенное. Группа гидрологического режима — бессточное.

## География
Длина — 1,75 км. Ширина наибольшая — 1,05 км. Глубина наибольшая — 32 м. Озеро используется для рекреации и рыболовства.
Расположено на левом берегу Днепра южнее жилого массива Осокорки: непосредственно южнее улицы Коллекторная. Одно из так называемых Осокорковских озёр. Западнее расположено озеро Небреж, восточнее — озеро Вырлица и Бортническая станция аэрации.
Озерная котловина не правильной прямоугольной формы вытянутая с севера на юг, южный берег сильно изрезан. Берега пологие, поросшие камышовой растительностью. Изначально водоём представлял собой маленькое озеро среди заболоченных лугов. Современное озеро образовано на месте карьера № 5 по намыву территории для строительства жилых массивов Осокорки и Позняки. С 1994 года, после наводнения в пойме реки Днепр, озеро существует в нынешних размерах. Озеро соединено протоками с озёрами Небреж и Мартышев. Согласно существующего Генплана Киева до 2025 года озёра Тяглое и Небреж будут застроены под микрорайоны жилого массива Осокорки-Центральные. Общественность же выступает за создание на данной территории ландшафтного парка
Новый парк
Городской голова В. Кличко одобрил инициативу относительно появления нового парка в Дарницком районе столицы. Мэр поручил подготовить дорожную карту по формированию нового парка возле озера Тягле.

## Галерея

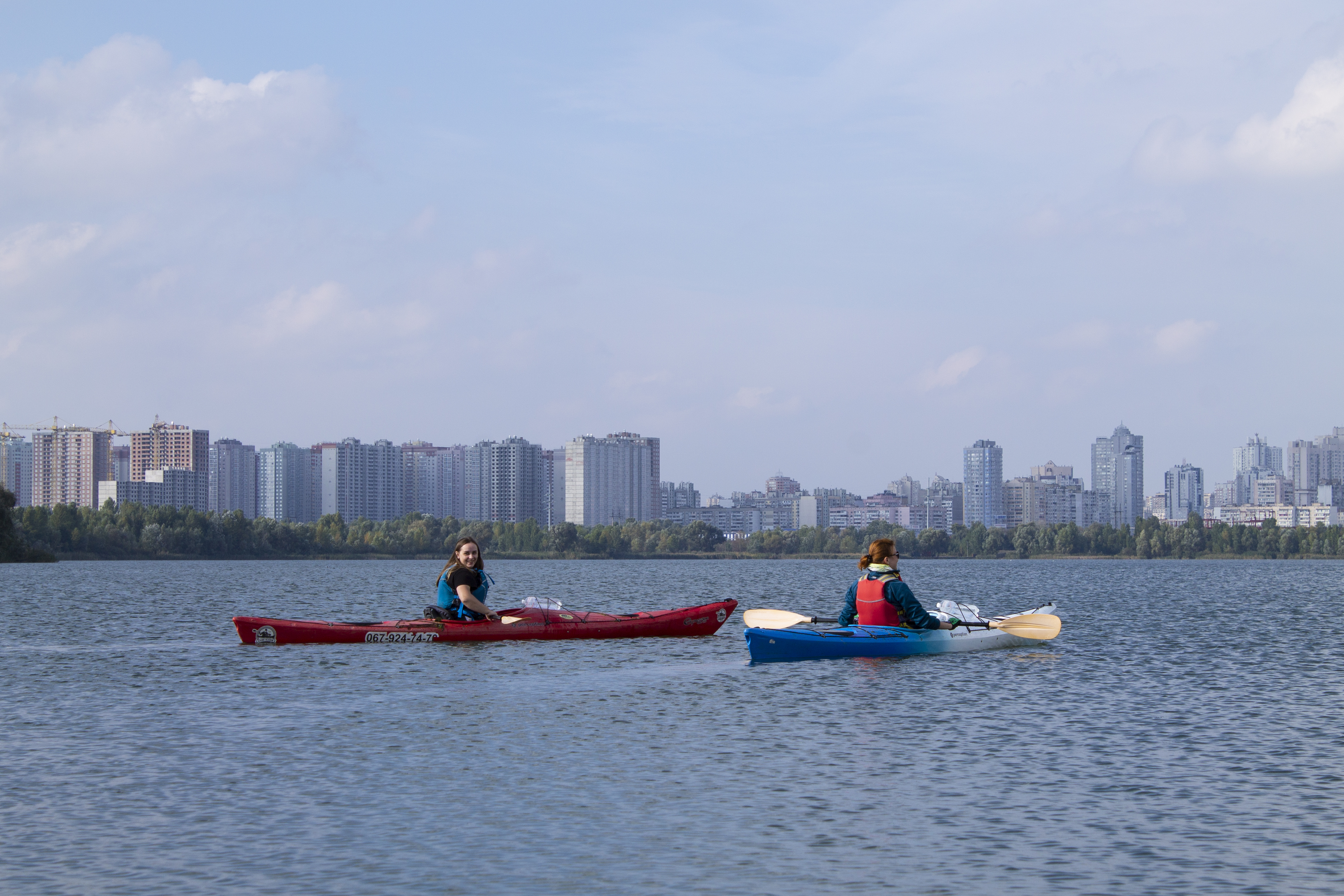
Байдарочники на озере Тяглом
Озеро Тяглое - панорама